# Pandorina

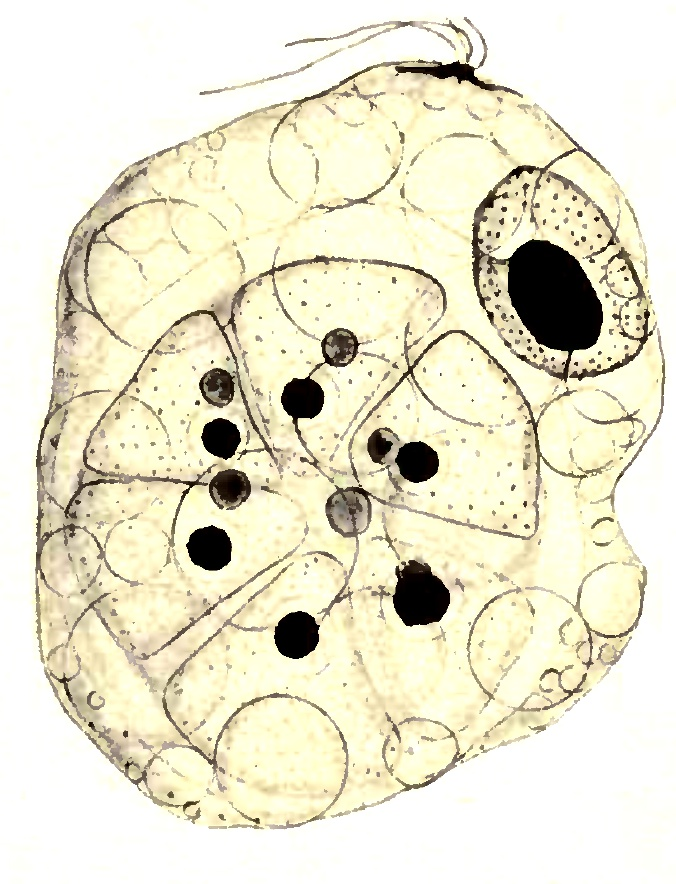
Collodictyon (CRuMs) hat sich eine Pandorina (noch lebend) einverleibt

Pandorina ist eine Algen-Gattung aus der Klasse der Chlorophyceae mit ca. 15 Arten.

## Beschreibung
Pandorina bildet annähernd kugelförmige Kolonien aus 8 oder 16, seltener 32 im Zentrum eng anliegenden, zum Vorderende verbreiterten  Einzelzellen. Die Kolonien werden von einer farblosen Gallerte zusammengehalten. Die Zellen sind zweigeißelig, besitzen zwei kontraktile Vakuolen und große, tassenförmige Chloroplasten. Die Augenflecken der vorderen Zellen in der Kolonie sind oft größer als die der hinteren. Die Kolonien werden 20 bis 40, selten bis 250 µm groß, die Zellen erreichen eine Größe von acht bis 17 µm.

## Fortpflanzung
Ungeschlechtlich erfolgt die Vermehrung auf folgendem Weg: Jede Zelle einer Kolonie bildet nach drei bis fünf Zellteilungen innerhalb der Gallerte der Mutterkolonie eine Tochterkolonie.
Die geschlechtliche Fortpflanzung erfolgt durch Isogamie oder Anisogamie. Die Gameten fusionieren zu einer Zygote mit dicker, glatter Zellwand, die orangerot gefärbt ist. Die Zygote entlässt nach einer Reduktionsteilung eine oder zwei begeißelte Zellen, die je eine neue Kolonie bilden. Bei Pandorina handelt es sich um einen Haplonten.

## Verbreitung
Pandorina lebt planktisch in stehenden und schwach fließenden Gewässern.

## Arten (Auswahl)
- Pandorina bengalensis
- Pandorina elegans
- Pandorina morum
- Pandorina pirum
- Pandorina simplex